# (5684) Kogo
(5684) Kogo es un asteroide perteneciente al cinturón de asteroides descubierto el 21 de octubre de 1990 por Takeshi Urata desde el Observatorio de Nihondaira, Shimizu-ku, Japón.

## Designación y nombre
Designado provisionalmente como 1990 UB2. Fue nombrado Kogo en homenaje a Kogo-no-Tsubone, amante del emperador Takakura. Es la heroína más conocida en la historia de Heike. Destacó por interpretar a Koto, la lira japonesa, pero fue excluida del palacio y se fue a vivir en reclusión.

## Características orbitales
Kogo está situado a una distancia media del Sol de 2,220 ua, pudiendo alejarse hasta 2,703 ua y acercarse hasta 1,737 ua. Su excentricidad es 0,217 y la inclinación orbital 5,554 grados. Emplea 1208,58 días en completar una órbita alrededor del Sol.

## Características físicas
La magnitud absoluta de Kogo es 14,1. 